# Éric Asselborn
Éric Asselborn est un minéralogiste amateur français né en 1954, collectionneur de minéraux, auteur et conférencier ; il est par ailleurs docteur en médecine 1984, urologue et chirurgien des hôpitaux.

## Biographie
Collectionneur systématique précoce, il fournit à Halil Sarp, alors minéralogiste au Museum d’histoire naturelle de Genève, de nombreuses espèces nouvelles tel que la Macnearite, Asselbornite, Chessexite, Villyaellenite, Orthoserpierite, Calcio-andyrobertsite-2O, tout comme à Hubert Bari, alors minéralogiste à Strasbourg (Phaunouxite, Ferrarisite).
Il est l'auteur d'une vingtaine de publications de minéralogie topographique dans les revues Le Monde et les Minéraux et Minéraux et Fossiles, dont il est rédacteur en chef en 1984-1985, et surtout de trois ouvrages de vulgarisation minéralogique dont le premier, Les Minéraux, est probablement le livre de minéralogie en langue française le plus vendu.
Il réunit une collection systématique de 1969 à 1978 qui, avec 2 200 espèces vérifiées, est alors une des plus grandes séries européennes rassemblée. Il amasse ensuite de 1975 à 2005 ce qui représente une des plus grandes collections minéralogiques européennes jamais constituée.
Depuis la fin des années 1980, il développe une collection de minéraux français, c'est-à-dire découverts dans le sous-sol de la France, qui est en 2011 la plus importante jamais constituée.
Il est dédicataire d'une espèce minérale d'uranium, découverte à Schneeberg, l’asselbornite [Sarp, 1980].
À côté de la collection des minéraux, il conduit plusieurs projets de recherches historiques autour des mines et de ses savants. On lui doit une somme sur les occurrences aurifères françaises et un très important corpus de travaux (non encore publiés) autour de l’Histoire naturelle du massif du Mont Blanc et de ses acteurs.
En tant que collectionneur de minéraux français, un chapitre le présente dans le N°100 (Collectionneurs et minéraux de France) de la revue "Le Règne Minéral" p.16-21. Revue où il intervient régulièrement en tant qu'auteur, consultant et aussi que propriétaire d'échantillons photographiés.
Il est l'auteur du livre Mont-Blanc - La Conquête Naturaliste, qui s’inscrit dans la collection Montagne-Culture (beaux-livres) des éditions du Mont-Blanc. Au milieu du XVIIIe siècle, au début du temps des Lumières, les Alpes représentent une Terra Incognita. Cet ouvrage raconte leur découverte grâce aux savants. Les montagnes et tout particulièrement les Alpes sont considérées comme un des laboratoires de la nature, un des outils clefs pour son exploration pouvant peut-être permettre d’échafauder la théorie de la terre. Fruit d’un travail de recherche sur plusieurs années dans de multiples bibliothèques et musées, de France, Italie, Grande Bretagne, Suisse… Cet ouvrage est remarquablement documenté et comporte de très nombreuses illustrations inédites. Mont-Blanc - La Conquête Naturaliste est un ouvrage de fond, qui présente une synthèse exhaustive de l’histoire de la période 1770 à environ 1860 (date du traité de Turin qui rend le duché de Savoie à la France) ; période pendant laquelle la science allait prendre un essor rapide et servir de fondement au tourisme alpin.